# 독일의 벨기에 침공
독일의 벨기에 침공(프랑스어: Bataille de Belgique)은 제1차 세계 대전 서부 전선에서 1914년 8월 4일에 시작된 전역이다. 7월 24일 벨기에는 전쟁 발발 시 중립을 유지한다고 밝히고 7월 31일 군사를 총동원했다. 8월 2일 독일은 벨기에에 최후통첩을 보내 통로를 요구하고 룩셈부르크를 점령한다. 이틀 후 벨기에는 최후통첩을 거부했고 영국은 벨기에에 군사지원을 보장했다. 8월 4일 독일은 벨기에에 선전포고를 하고 국경을 넘어 첫 전투(리에주 전투)가 시작했다. 하엘렌 전투, 리에주 전투, 디낭 전투, 나뮈르 공성전을 포함한 벨기에 침공에서 승리한 후 벨기에의 강간이 벌어졌다.